# Postilhão

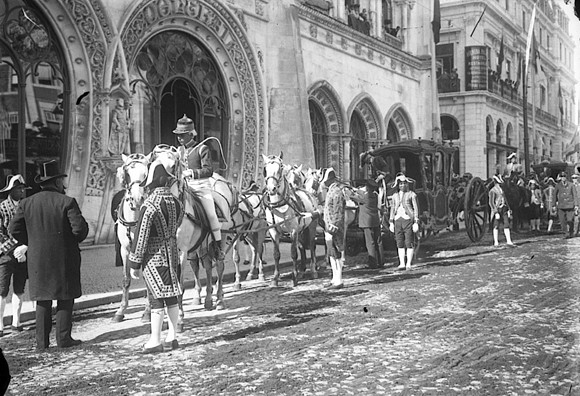
Postilhão da carruagem real em Lisboa, 1905

Um postilhão era o condutor de uma carruagem que distribuía correspondências. Normalmente montava num dos cavalos que ia na frente da parelha.